# Captocarpus
Captocarpus es un género de fanerógamas de la familia Apocynaceae. Comprende 13 especies descritas y de estas, solo 9 aceptadas.  Se distribuye por Centroamérica. 

## Taxonomía
El género  fue descrito por Joseph Decaisne y publicado en Prodromus Systematis Naturalis Regni Vegetabilis 8: 493. 1844.

## Especies aceptadas
A continuación se brinda un listado de las especies del género Captocarpus aceptadas hasta octubre de 2013, ordenadas alfabéticamente. Para cada una se indica el nombre binomial seguido del autor, abreviado según las convenciones y usos. 
- Camptocarpus acuminatus (Choux) Venter
- Camptocarpus cornutus Klack.
- Camptocarpus crassifolius Decne.
- Camptocarpus decaryi (Choux) Venter
- Camptocarpus lanceolatus Klack.
- Camptocarpus linearis Decne.
- Camptocarpus mauritianus (Lam.) Decne.
- Camptocarpus semihastatus (Decne.) Klack.
- Camptocarpus sphenophyllus (Balf.f.) Venter